# Золотой Рожок
Золото́й Рожо́к (Лефо́ртовский ручей) — малая река в районе Лефортово Юго-Восточного административного округа города Москвы, левый приток Яузы. С 1935 года протекает в подземном коллекторе. На правом берегу ручья расположена усадьба Строгановых. От гидронима ручья произошли названия: Золоторожская набережная, Золоторожская улица, Золоторожский Вал, Верхний Золоторожский переулок, Средний Золоторожский переулок и Золоторожский проезд.
Длина ручья с временным водотоком в верховьях составляет 2,3 км. Площадь водосборного бассейна — 2 км². Исток расположен у железнодорожной платформы Серп и Молот Горьковского направления Московской железной дороги. Река протекает на северо-запад вдоль железной дороги, пересекает улицы Золоторожский Вал и Волочаевскую. Устье находится у Андроникова монастыря. Золотой Рожок известен как «Горный поток Москвы». Это связано с тем, что на нижнем участке реки высота падения воды составляет 11,5 метра.
Вероятно, ручей получил свой гидроним от залива Золотой Рог в городе Стамбул. По преданию, это название реке дал основатель Андроникова монастыря митрополит Алексий в память о паломничестве в Константинополь в середине XIV века.